# Mandjelia anzses
Mandjelia anzses là một loài nhện trong họ Barychelidae. Loài này phân bố ờ Queensland.